# Maurice Line
Maurice B. Line (Bedford, Anglaterra, 21 de juny de 1928 — 21 de setembre de 2010) ha estat una de les figures capdavanteres de la biblioteconomia i documentació britànica de la segona meitat del segle xx. Del 1974 al 1985 va ser director general de la British Library Lending Division (actualment coneguda com a British Library Document Supply Service) ubicada a Boston Spa. Posteriorment va esdevenir entre 1985 i 1988 el director general de la secció de ciència, tecnologia i indústria de la British Library.

## Biografia
Nascut a Bedford i educat a la Bedford School, es va graduar en Anglès a l'Exeter College de la Universitat d'Òxford. La seva primera feina com a bibliotecari va ser a la Bodleian Library d'Òxford en 1950. En 1968 va ser nomenat bibliotecari de la University of Bath i tres anys més tard va ser cridat a dirigir la National Central Library. Per aquest motiu, Line va estar implicat des de bon començament en funcions directives en el gran projecte de transformació de la British Library (BL) dels anys 70, i des de 1974 fins a la seva jubilació el 1988 va formar part del consell de govern de la BL.
Va ser un membre molt actiu de la IFLA, on va ser el promotor a finals dels 70 del Programa de Accés Universal a les Publicacions a partir de la transformació de l'Oficina de Préstec Internacional La seva experiència dilatada al Regne Unit i la gran projecció internacional dels seus treballs, juntament amb les molts contactes arreu del món amb membres de la IFLA, va ser el punt de partida, un cop jubilat, d'una activitat internacional d'assessorament i de formació. Per aquesta raó el seu vincle amb Catalunya va ser molt intens a finals dels 80 i durant els anys 90, amb una implicació especial en els estudis i debats sobre la transformació i la gestió del canvi a la Biblioteca de Catalunya.

## Obres
- A bibliography of Russian literature in English translation to 1900 (excluding periodicals) (1963)
- Library Surveys (1967)
- Universal Availability of Publications (1983)
- Line on Interlending (1988)
- A Little Off Line (1988)
- Academic Library Management (1990)